# Володино (Владимирская область)
Володино — деревня в Александровском районе Владимирской области, входит в состав Андреевского сельского поселения.

## География
Деревня расположена в 12 км на запад от центра поселения села Андреевское и в 9 км на восток от Александрова. 

## История
В конце XIX — начале XX века деревня входила в состав Александровской волости Александровского уезда. В 1859 году в деревне числилось 14 дворов, в 1905 году — 13 дворов, в 1926 году — 17 дворов.
С 1929 года деревня входила в состав Самаринского сельсовета Александровского района, с 1940 года — в составе Ивано-Соболевского сельсовета, с 1948 года — в составе пригородной зоны города Александрова, с 1965 года — в составе Александровского района, с 1967 года — в составе Елькинского сельсовета, с 2005 года — в составе Андреевского сельского поселения. 

## Население
| 1859 | 1905 | 1926 | 2002 | 2010 | 2021 |
| ---- | ---- | ---- | ---- | ---- | ---- |
| 120  | ↘88  | ↘71  | ↘0   | ↗8   | ↗18  |